# La Chapelle-Saint-Ursin
La Chapelle-Saint-Ursin è un comune francese di 3 322 abitanti situato nel dipartimento del Cher, nella regione del Centro-Valle della Loira.

## Società

### Evoluzione demografica
Abitanti censiti